# میریام سیگر
میریام سیگـِر (انگلیسی: Miriam Seegar؛ ۱ سپتامبر ۱۹۰۷ – ۲ ژانویهٔ ۲۰۱۱) یک هنرپیشه اهل ایالات متحده آمریکا بود.